# Insulele Feroe
Insulele Feroe (sau Insulele Faroe, în feroeză: Føroyar[ˈføːɹjaɹ], daneză: Færøerne [ˈfɛɐ̯ˌøːˀɐnə]) sunt un grup de insule în partea nordică a Oceanului Atlantic, între Scoția, Norvegia și Islanda. Sunt o regiune autonomă a Regatului Danemarcei din 1948 și, de-a lungul anilor, au preluat controlul asupra majorității problemelor de stat, exceptând relațiile externe, justiția, apărarea. Danemarca este cea care continuă să preia aceste responsabilități. O mică forță de poliție și de pază a coastei reprezintă singura forță militară organizată din Faroe.
Numele de Feroe este dat și unei regiuni maritime britanice. Au legături tradiționale puternice cu Islanda, Shetland, Insulele Orkney, Insulele Hebride Exterioare și Groenlanda. Arhipelagul a fost despărțit de Norvegia în 1815. Insulele au propriii reprezentanți în cadrul Consiliului Nordic.

## Etimologie
Cel puțin trei ipoteze circulă în privința originii numelui. Cea mai plauzibilă este că acesta ar însemna "Insulele Oilor", așa cum sugerează denumirea în daneză a zonei - Færøerne, provenind din vechiul cuvânt norvegian fær (oaie) și din øerne - plural articulat al cuvântului danez ø (insulă). De altfel, toponimul în limba locală, Føroyar, include cuvântul oyar, care înseamnă insulă.
A doua ipoteză este că numele ar semnifica "Insula îndepărtată" pornind de la germanicul Far-Før-Fær.
În fine, fær ar putea avea o rădăcină celtică, din care a derivat și cuvântul irlandez fearann (pământ).

## Istorie
Istoria timpurie a Insulelor Feroe este foarte clară. Conform Færeyinga Saga, emigranții care au părăsit Norvegia pentru a scăpa de tirania lui Harald I al Norvegiei, au sosit pe insule în jurul începutului secolului IX. În secolul XI, Sigmund, a cărui familie înflorise în insulele sudice, dar care fusese aproape exterminată de invadatorii din insulele nordice, a fost trimis din Norvegia, de unde scăpase, să pună insulele sub puterea lui Olaf Tryggvason, regele Norvegiei. El a introdus creștinismul și, deși a fost ucis ulterior, supremația norvegiană s-a menținut. Controlul norvegian asupra insulelor a continuat până în 1380, când Norvegia a intrat într-o uniune cu Danemarca, care, gradat, a evoluat într-o dublă monarhie Danemarca–Norvegia. Reforma a atins Insulele Feroe în 1538. Când Norvegia a fost despărțită de Danemarca prin Tratatul de la Kiel în 1814, Danemarca a reținut posesia Insulelor Feroe.
Monopolul comercial peste Insulele Feroe a fost abolit în 1856. De atunci, țara s-a dezvoltat înspre o națiune de pescari moderni, cu propria sa flotă. Trezirea națională din 1888 s-a bazat întâi pe lupta pentru limba feroeză, dar după 1906 a avut o orientare mai mult politică, după fondarea partidelor politice ale Insulelor Feroe.
Pe 12 aprilie 1940, Insulele Feroe au fost ocupate de trupele britanice, după invazia Danemarcei de către Germania Nazistă. Această acțiune a fost luată pentru a preveni o posibilă ocupare germană a insulelor, care ar fi avut consecințe foarte grave în cursul Bătăliei Atlanticului. În 1942–43, inginerii regali britanici au construit singurul aeroport din Insulele Feroe, Aeroportul Vagar. Controlul asupra insulelor a fost înapoiat Danemarcei după război, dar în 1948 a fost implementat un regim de legi care asigurau un grad mare de autonomie locală. Insulele Feroe au refuzat să se alăture Danemarcei în intrarea în Comunitatea Europeană (acum Uniunea Europeană) în 1973. Insulele au avut dificultăți economice considerabile după prăbușirea industriei pescuitului în anii 1990, dar de atunci s-au făcut eforturi pentru diversificarea economiei. Suportul crescut pentru independență este acum obiectivul guvernului.

## Populație
Majoritatea populației este de origine scandinavă.
Feroeza este vorbită în toată țara și majoritatea persoanelor vorbesc și daneza.
Mulți dintre feroezi vorbesc fluent și în engleză, în special cei din marile orașe și tinerii, care învață engleza la școală.
Populația feroeză este împrăștiată pe o mare parte din țară și doar în ultimele decenii cunoaște un grad de urbanizare crescut. Industrializarea țării a fost descentralizată și astfel s-a menținut o cultură rurală vie. Fără doar și poate, acele sate care nu au acces la mare sunt cele care au pierdut dezvoltarea de la agricultură la pescuit, iar în majoritatea zonelor agrare periferice mai sunt puțini tineri rămași. Astfel de zone sunt, de exemplu, Fugloy, Svínoy, Mykines, Skúvoy și Dímun, acestea având conexiuni proaste cu restul țării, neputându-se ajunge la ele din cauza vremii neprielnice de foarte multe ori. În deceniile trecute, structura socială bazată pe sat a fost pusă sub presiune și în locul lor s-au ridicat „centre“ care sunt capabile să deservească cererea de la periferie. Asta înseamnă că magazinele și serviciile sunt acum relocate din sate în noile centre.

### Demografie
Primii locuitori ai Insulelor Feroe, călugării irlandezi, trăiau sub formă de mici grupuri de pustnici, deci un număr considerabil de locuitori a provenit din achiziția de pământ de la vikingi, care singuri erau în jur de 4000 de persoane stabilite aici și până în secolul XVIII populația nu a depășit pragul de 5000 de locuitori. În jurul anilor 1349/50 au murit circa jumătate din populație din cauza ciumei. Un alt val de imigranți scandinavieni ar putea să refacă dispariția gradată a populației. Doar cu urgentarea deschiderii pescăriei (și odată cu ea a independenței agriculturii dificile) și progresul în sănătatea publică s-a putut observa o creștere rapidă a populației. De la sfârșitul secolului XVIII, pe parcursul a 200 de ani, populația s-a înzecit. La începutului anilor 1990 s-a ajuns din nou la o emigrare în masă, dar în anii următori s-a revenit la o migrație normală.

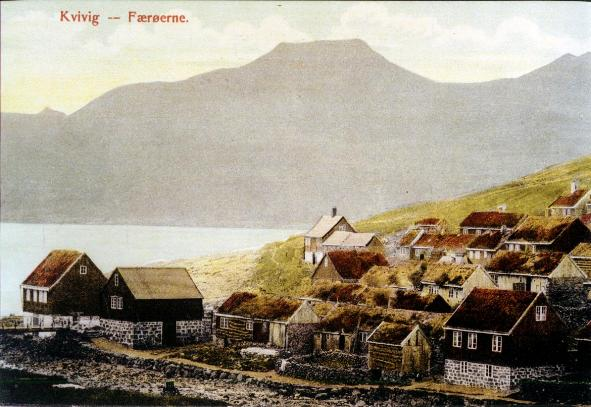
Orașul Kvívík la 1900

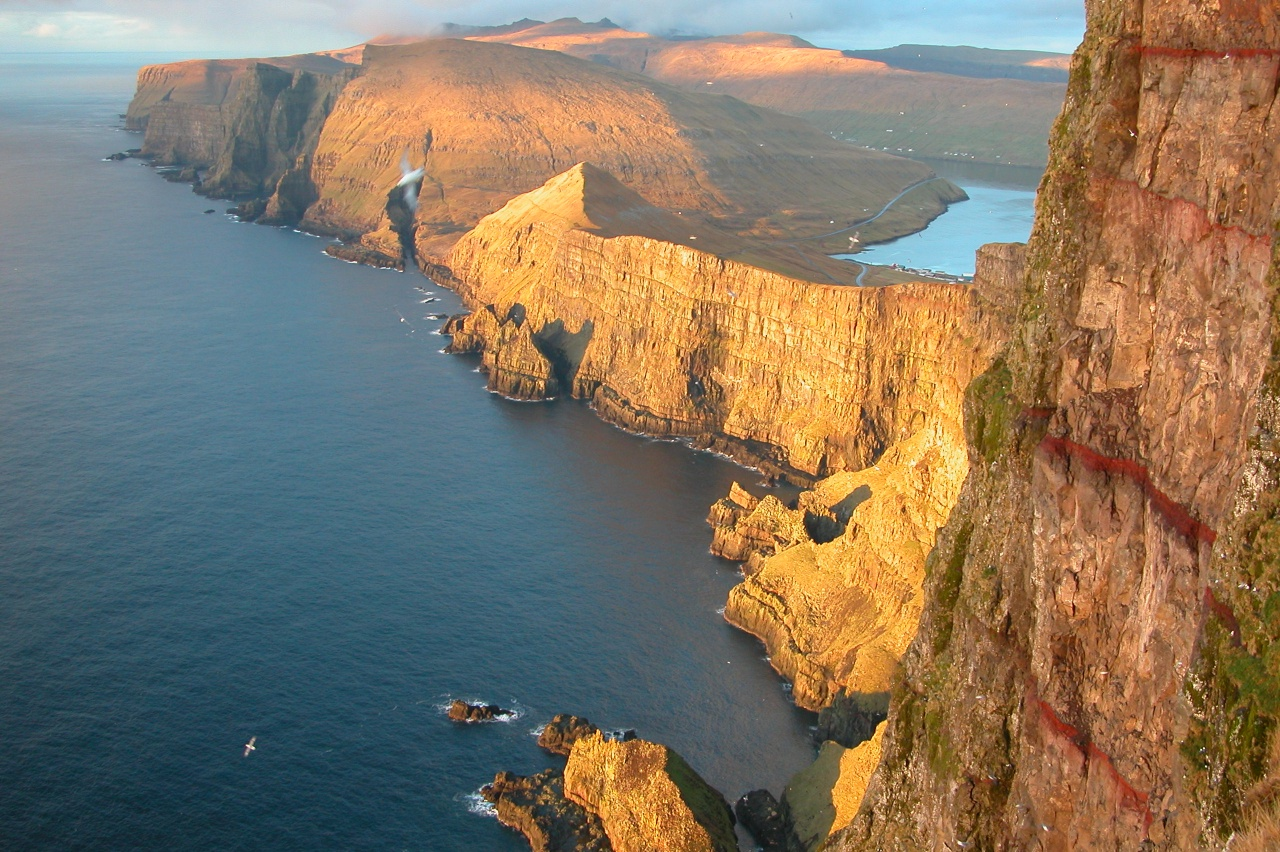
În timp ce coastele din vest ale arhipelagului sunt deseori abrupte și inabordabile, insulele tind să se niveleze spre est, aici, în golfuri, trăind majoritatea feroezilor. Imagine a falezei Beinisvørð spre nord.

| An   | Număr de locuitori |
| ---- | ------------------ |
| 1327 | 4.000              |
| 1350 | 2.000              |
| 1769 | 4.773              |
| 1801 | 5.255              |
| 1834 | 6.928              |
| 1840 | 7.314              |
| 1845 | 7.782              |
| 1850 | 8.137              |
| 1855 | 8.651              |
| 1880 | 11.220             |
| 1900 | 15.230             |
| 1911 | 18.800             |
| 1925 | 22.835             |
| 1950 | 31.781             |
| 1970 | 38.000             |
| 1975 | 40.441             |
| 1985 | 45.749             |
| 1989 | 47.787             |
| 1995 | 43.358             |
| 2000 | 46.196             |
| 2006 | 48.219             |
| 2011 | 49.267             |

## Geografie

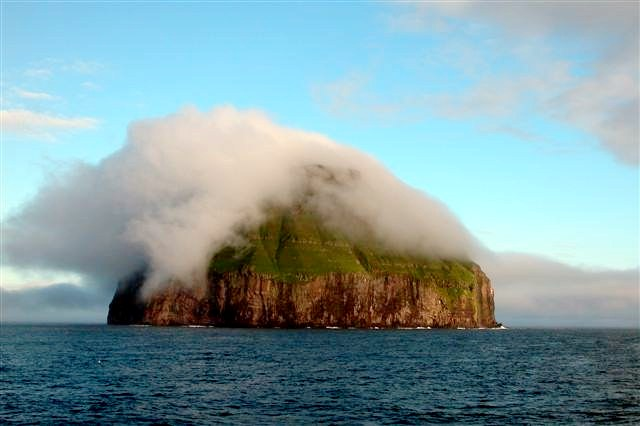
Insula nelocuită Lítla Dímun

Insulele Feroe sunt de fapt un grup format din 18 insule, pe coasta Europei de nord, între Marea Norvegiei și nordul Oceanului Atlantic, cam la jumătatea distanței dintre Islanda și Norvegia. Coordonatele sale sunt 62°0′N 06°47′V / 62.000°N 6.783°V, au o suprafață de 1395,74 km² și nu includ lacuri sau râuri majore. Arhipelagul nu are nici o graniță de uscat cu vreo altă țară. 
Insulele Feroe au de la Enniberg, în nord, până în Akraberg, în sud, 113 km lungime și din Mykineshólmur, în vest, până în Fugloy, în est, 75 km lățime. Coasta crestată, care în mare parte este faleză, se întinde peste 1289 km. Singura insulă care este nelocuită este Lítla Dímun. Insulele sunt stâncoase, având câteva vârfuri joase. Înălțimea medie a arhipelagului este de 300 metri deasupra mării. Dacă atmosfera este senină, se poate privi de jur împrejur întreg arhipelagul, de pe vârful celui mai înalt munte, Slættaratindur, de la 882 m deasupra nivelului mării. Prin Capul Enniberg, Insulele Feroe posedă cea mai înaltă stâncă din lume (754 m), care iese la un unghi drept din mare. Pe uscat mai există câteva vârfuri mai înalte, dar acestea nu sunt verticale.
Nici un punct din Insulele Feroe nu se află la o depărtare mai mare de 5 km de mare. Aproape toate locurile din insule se află la protecția porturilor naturale din fiorduri și golfuri. Aceste fiorduri pecetluiesc soarta balenei pilot cu înotătoare lungi, ele fiind vânate aici. În văi și pe platouri terenul este de obicei mlăștinos, iar pământul este străbătut de mai multe pâraie, mai mici sau mai mari, care formează uneori cascade sau se varsă direct în mare.

### Regiuni
Insulele Feroe sunt divizate în 34 de municipalități. Acestea sunt împărțite pe șase regiuni geografice. Ele sunt identice cu așa-numitele sýslur-i, dar care nu reprezintă corpuri politice, fiind marcate astăzi doar de circumscripțiile de poliție, fiecare din ele condusă de un Sýslumaður drept comandant. 
1. Norðoya sýsla: Peisajul cel mai dispersat și majoritatea celor mai înalți munți se regăsesc pe cele șase insule nordice din nord-estul arhipelagului. Ele sunt: Kalsoy, Kunoy, Borðoy, Viðoy, Svínoy și Fugloy, complet în estul Insulelor Feroe. Metropola insulelor nordice Klaksvík din Borðoy este al doilea oraș ca mărime și cel mai important oraș din industria pescuitului. Viðareiði din Viðoy este cel mai nordic oraș, aflat în mijlocul unui peisaj unic.
2. Eysturoyar sýsla: La vestul insulelor din nord se află Eysturoy, a doua insulă ca mărime a arhipelagului. Împreună cu Streymoy formează centrul Insulelor Feroe. Co-urbanismul din Runavík este cea mai mare așezare urbană, urmată de Fuglafjørður. Pentru atracțiile sale turistice cele mai cunoscute zone sunt Eiði și Gjógv.
3. Streymoyar sýsla: Cea mai mare insulă, Streymoy, este cea care are numărul de locuitori cel mai mare, și cuprinde capitala Tórshavn ca centru administrativ și cultural și cel mai important port maritim din țară. Orașul Vestmanna de pe coasta de vest a insulei este faimos pentru impozantele stânci (Vestmannabjørgini) din partea sa nordică. Saksun și Tjørnuvík din nord sunt puncte de atracție, ca și Kirkjubøur din sud. Tot aparținând acestei regiuni sunt și insulele Nólsoy din est și Hestur și Koltur din vest.
4. Vága sýsla: La vest de Streymoy se găsește insula Vágar, pe care se află singurul aeroport, iar în largul din vest, pe insula Mykines, se află paradisul păsărilor.
5. Sandoyar sýsla: La sud de Streymoy se află Sandoy, care și-a primit numele de la plajele extrem de rare în această parte. Această regiune numără și cele mai mici insule Skúvoy și Groß-Dimun.
6. Suðuroyar sýsla: Suðuroy este cea de-a treia insulă ca mărime a arhipelagului și, totodată, cea mai sudică parte a țării. Aici se află și zona geografică Lítla Dímun. Orașele Tvøroyri și Vágur sunt centre regionale. Sumba este comunitatea cea mai sudică a feroezilor. Coasta de vest, care este spectaculoasă, este foarte accesibilă pe uscat.

### Geologie
Insulele Feroe sunt de origine vulcanică și au o vârstă de aproximativ 60 de milioane de ani (de trei ori mai în vârstă decât Islanda). Singurul izvor termal amintește de acest lucru. Insulele sunt formate din bazalt, care alternează cu alte straturi mai puțin dure. În Tvøroyri există coloane de bazalt cu apariții de huilă, care arată existența unei foste păduri pe insule.

## Vreme și climă

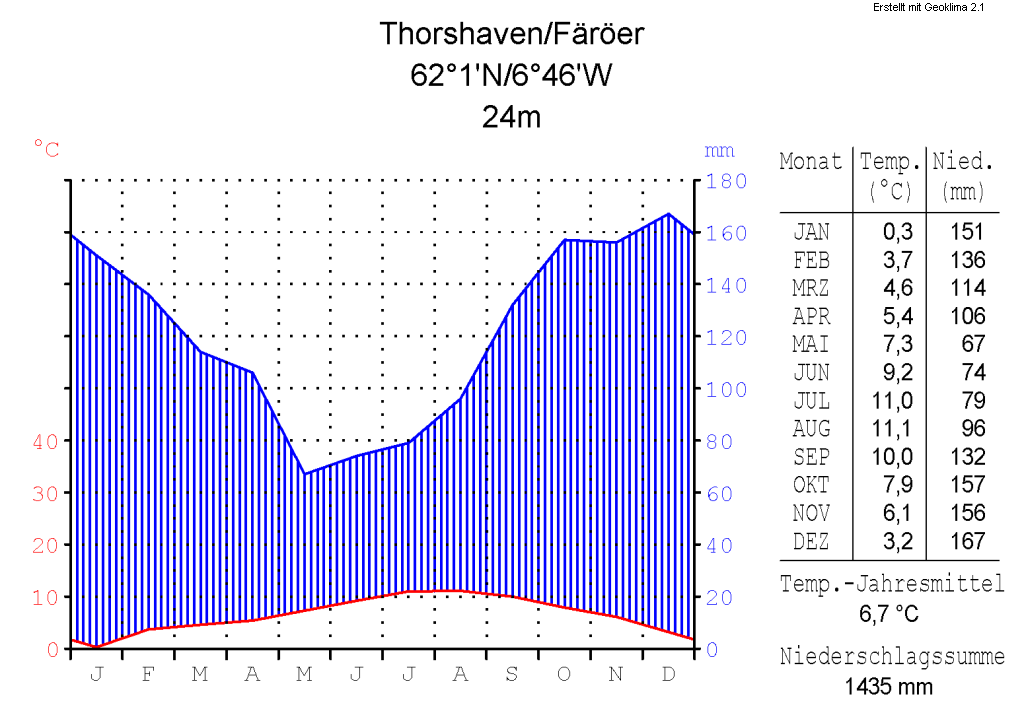
Diagramă a climatului din Tórshavn

Clima în Insulele Feroe este de tip oceanic, umedă și extrem de schimbătoare, cu veri răcoroase și ierni blânde. Asta înseamnă că, într-o singură zi, se poate observa un soare strălucitor, urmat de o ceață densă, această combinație putând arăta diferit în diverse puncte ale arhipelagului.
Cauzate de locația în calea Curentului Atlanticului de Nord, în Insulele Feroe sunt întâlnite temperaturi blânde comparativ cu latitudinea la care se află. Temperaturile medii din timpul verii și timpul iernii sunt de 11 °C, respectiv de 3 °C. Porturile sunt lipsite de gheață tot timpul anului, iar zăpada ocazională, care cade în zonele locuite, în timpul iernii, se topește foarte repede, imediat ce se așază.
Aerul este de cele mai multe ori curat și deseori bate un vânt rece (mai ales în sud-vest). Adaptabilitatea la ploaie și furtună trebuie să fie crescută, pentru că există totuși zile care sunt complet stricate de aceste două fenomene.
Vremea feroeză domină în întregime viața poporului din insule. Din cauza faptului că ea se schimbă în continuu, Insulele Feroe au primit porecla de Țara lui kanska (= poate) de la soldații britanici, în timpul celui de-al doilea război mondial (Islands of Maybe).
Feroezii sunt recunoscuți pentru dragostea lor față de mașinile proprii. Există un proverb despre aceștia, care spune: 
Pentru ce are nevoie de încă o haină de ploaie? Are și mașină!

## Vegetație

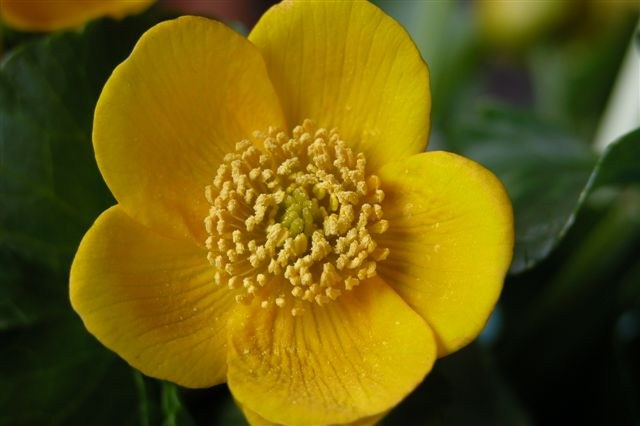
Floarea oficială a Insulelor Feroe încă nu este determinată. Neoficial, se spune că ar fi Sólja (nume autohton pentru bulbuc de baltă - Caltha palustris)

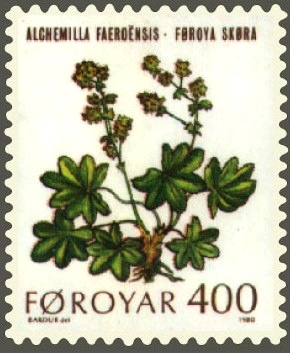
Timbru feroez cu crețișoara feroeză (Alchemilla faroënsis)

Pe Insulele Feroe există sute de specii de plante sălbatice, flori, licheni, mușchi și ciuperci. Copacii, în schimb, nu apar de la natură.
Se presupune că numai câteva plante arctice de pe vârfurile cele mai înalte au supraviețuit erei glaciare. Pe scurt, recolonizarea Insulelor Feroe s-a făcut cu plante aduse din Scoția și Norvegia.

### Flori
Vara înfloresc în multe locuri diverse specii de flori sălbatice, care, împreună cu iarba înaltă, dau un aspect plăcut insulelor. Floarea națională este galbena (Mýru) Sólja, bulbucul de baltă (Caltha palustris L.). Cu Føroyaskøra, crețișoara feroeză (Alchemilla faeroënsis), insulele și-au dat numele unei specii de plante.

### Copaci
Rândurile de cărbune de sub straturile de bazalt mai tinere indică faptul că aici a existat la un moment dat o pădure.
Insulele Feroe sunt astăzi, cu doar câteva excepții (Parcul Tórshavner și unele grădini), lipsite de arbori și, unde permit munții, crește doar iarbă.
Deoarece pe Insulele Feroe nu există păduri, lemnul este un articol de import foarte căutat. Până nu demult, locuitorii se încălzeau cu turbă, din cauza că era puțină cherestea și toată era necesară construirii de case și bărci.

### Plante cultivate
Cultivarea plantelor se restrânge la grâu, fânețe, cartofi (de la începutul secolului XVIII), rubarbă și câteva legume în sere. Fructele trebuie importate și de aceea sunt de obicei scumpe.

## Faună
|  |
|  |

Din cauza izolării insulei (cea mai apropiată coastă este la 500 km depărtare spre est, în Norvegia), aici nu există animale obișnuite care să fie autohtone: reptile, broaște, pești de apă dulce și mamifere; excepție fac doar două mamifere: nativa focă gri și balena pilot cu înotătoare lungi, care se aventurează printre fiorduri, unde se rătăcește. Alte balene din apele feroeze evită aceste fiorduri, ca, de exemplu, orca.
Insulele Feroe și-au dat numele și speciei de melc croissant feroez (Polycera faeroensis - feroeză: Bertákna).

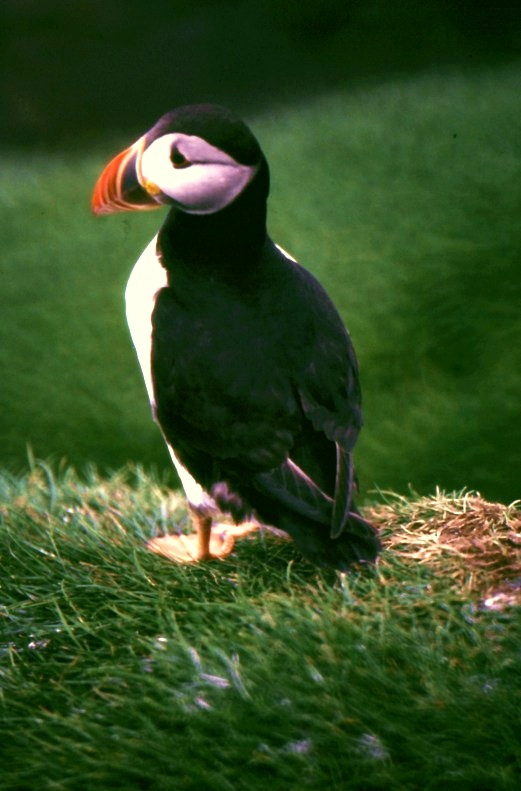
Papagal de mare (Fratercula arctica) în Insula Mykines

Lumea feroeză a păsărilor este bine cunoscută datorită numeroaselor specii, printre care și pufinul. Pasărea națională a Insulelor Feroe este scoicarul (Haematopus ostralegus - feroeză: Tjaldur), care pleacă spre Marea Britanie în septembrie, pentru iernat, și se întoarce pe 12 martie, dată la care se celebrează Grækarismessa (zi în care este sărbătorit papa Gregorie cel Mare), sărbătoare națională importantă.
Tot în Feroe, mai precis pe insula Nolsoy, se găsește cea mai mare colonie din lume de petrel de furtună european (Hydrobates pelagicus), o păsare nocturnă migratoare. Numărul de păsări marcate atinge 30 000 de exemplare.
Primii oameni care au venit aici au adus cu ei și animalele domestice, precum oile, vacile, caii, câinii și pisicile. Au eliberat și pești de apă dulce, ca păstrăvii și somonii, în lacuri. Acum există o creștere semnificativă în numărul iepurilor sălbatici, a șoarecilor și șobolanilor, aceștia din urmă aduși de diversele vapoare, în special de cele rusești. De curând au fost găsite și câteva exemplare de lilieci.
De asemenea, nu există nici insecte deosebite: de exemplu, feroezii sunt scutiți de înțepăturile țânțarilor. Dominantă este molia Hepialus humuli, care, din 2004, este reprezentată pe bancnota de 200 de coroane feroeze. Mai nouă pe insule, începând cu sfârșitul anilor 1990, este viespea. Se presupune că viespile au ajuns aici prin intermediul vapoarelor europene, pe când acestea transportau lemn pentru construcții. Se spune că locuitorii neexperimentați au dezvoltat o frică generală față de ele. Același fenomen a avut loc și în Islanda în același timp.

## Politică

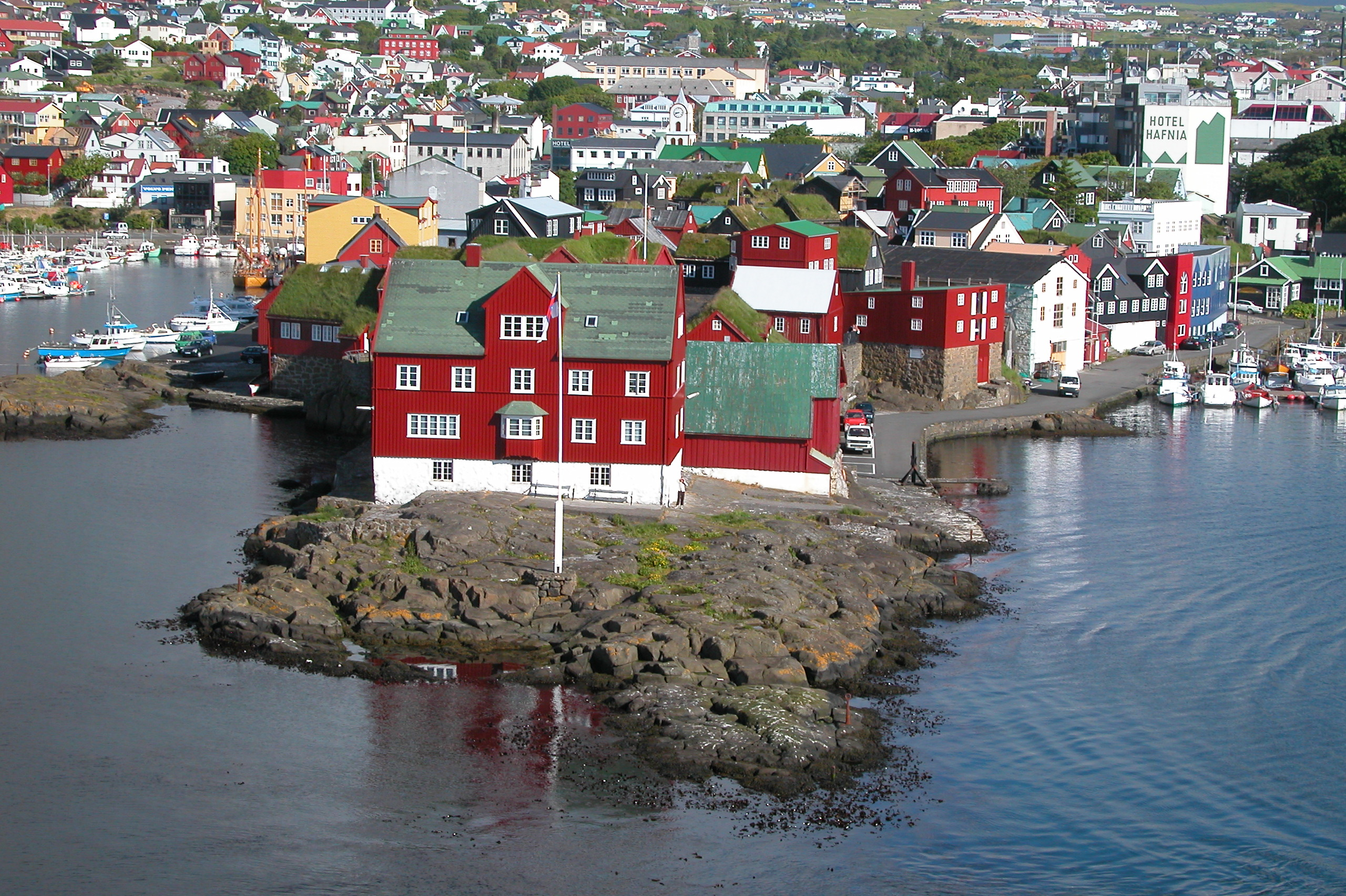
Tinganes în Tórshavn, sediul guvernului

Insulele sunt împărțite administrativ în 34 de municipalități cu aproximativ 120 de orașe și sate.
Tradițional, există 6 sýslur, acestea fiind (Norðoyar, Eysturoy, Streymoy, Vágar, Sandoy și Suðuroy). Sýsla înseamnă district și, deși astăzi este doar un district din punctul de vedere al poliției, se înțelege prin el regiune geografică. În perioade timpurii, fiecare sýsla avea propriul ting, așa-numitul várting (ting de primăvară).
Astăzi, alegerile au loc în municipalități, la nivel național pentru Løgting și în Regatul Danemarcei pentru Folketing. Pentru Løgting, alegerile au loc în șapte districte electorale, fiecare cuprinzând câte un sýslur, în timp ce Streymoy este divizat în două părți, nordică și sudică (regiunea Tórshavn).
Guvernul Insulelor Feroe deține puterea executivă în problemele guvernamentale locale. Conducătorul guvernului este numit Løgmaður (Prim Ministru). Orice alt membru al cabinetului este numit landsstýrismaður.

### Insulele Feroe și Danemarca
Tratatul de la Kiel din 1814 a pus capăt uniunii daneze-norvegiene. Norvegia se afla sub puterea Regelui Suediei, dar Insulele Feroe, Islanda și Groenlanda rămâneau posesiile Danemarcei. În continuare, Løgting a fost abolit în 1816 și Insulele Feroe erau să fie guvernate ca un amt danez obișnuit, cu un Amtmand drept capul guvernului. În 1851, Løgting a revenit, dar a servit doar ca un sfătuitor până în 1948.
La sfârșitul celui de-al doilea Război Mondial o parte a populației a favorizat independența față de Danemarca, iar pe 14 septembrie 1946 s-a ținut un vot public pe problema secesiunii. Nu a fost considerat un referendum, deoarece parlamentul nu era obligat să urmeze decizia votului. Aceasta a fost prima dată când feroezii au fost întrebați dacă favorizau independența sau dacă voiau să continue ca parte a regatului danez. Rezultatul votului a arătat că există o mică majoritate în favoarea secesiunii, dar înainte ca decizia să fie implementată, coaliția din parlament a căzut, iar la alegerile parlamentare de după câteva luni, partidele politice care susțineau rămânearea în regatul danez a crescut ca număr de voturi și a format o coaliție. Bazându-se pe această creștere, ele au decis să nu aleagă secesiunea. În loc, s-a făcut un compromis și  Folketing a promulgat o lege care a intrat în vigoare în 1948. Starea Insulelor Feroe de amt danez a luat sfârșit, în schimb oferindu-si-le un grad înalt de auto-guvernare, susținut de un ajutor financiar anual substanțial din partea Danemarcei.
Locuitorii insulelor sunt împărțiți în mod egal în ceea ce privește independența față de Regatul Danemarcei. În ambele tabere există însă o varietate de opinii. Dintre cei care sunt în favoarea independenței, unii consideră că ar trebui o declarație unilaterală imediată. Alții o văd ca pe ceva obținut gradat și cu desăvârșitul acord al guvernului danez și a națiunii daneze. În tabăra unionistă sunt mulți care prevăd și consideră binevenită o creștere gradata în autonomie chiar cu păstrarea legăturilor puternice cu Danemarca.

### Insulele Feroe și UE
Insulele Feroe nu fac parte din UE, așa cum este afirmat explicit în ambele tratate de la Roma. Mai mult, un protocol al tratatului de aderare al Danemarcei la UE stipulează că naționalii danezi care locuiesc în Insulele Feroe  nu sunt considerați naționali danezi în cadrul tratatelor. Astfel că persoanele daneze care locuiesc în Insulele Feroe nu sunt cetățeni ai Uniunii Europene, dar alți cetățeni ai Uniunii Europene care locuiesc acolo își păstrează cetățenia europeană.

## Economie
După probleme economice severe la începutul anilor 1990, cauzată de o scădere drastică în capturile de pește, Insulele Feroe au revenit în ultimii ani, cu o rată a șomajului de până la 5% la mijlocul anului 1998. În orice caz, dependența aproape totală față de pescuit înseamnă că economia rămâne extrem de vulnerabilă. Feroezii speră să își lărgească baza economică prin construirea de noi uzine de procesare a peștelui. Petrolul găsit în apropierea suprafețelor maritime feroeze au dat speranțe găsirii de depozite în zonele deținute de Insulele Feroe, acestea putând fi baza unei economii prospere.
Din anul 2000, tehnologie informațională și proiecte de afaceri noi au fost create în Insulele Feroe pentru a atrage noi investitori. Rezultatul acestor proiecte este încă necunoscut, dar se speră ca ele să aducă o piață economică mai dezvoltată în Insulele Feroe.
Insulele Feroe au avut o rată a șomajului scăzută și datorită revenirii masive a feroezilor în țară, dar și datorită investiților făcute până în 2008. Criza economică mondială declanșată în noiembrie 2008 a atins însă și economia insulelor Feroe, ridicând și rata șomajului. Economia insulele Feroe nu au fost însă afectate masiv și rămâne destul de solidă și datorită industriei piscicole profitabile.

## Transport
Aproximativ 80% din populație din insule este conectată prin tunele suboceanice și poduri care leagă cele trei mari insule de cele trei relativ mari insule din nord-est, în timp ce cele două mari insule din sud sunt legate de zona principală prin feriboturi noi și rapide. Există o rețea de drumuri și tunele moderne care duc în fiecare sat din insule, excepție făcând cele șapte mici insule, care au câte un sat fiecare.
Linile maritime Smyril Line asigură conexiunea cu Danemarca și Islanda, existând un feribot relativ nou și foarte modern care transportă până la 1500 de oameni și câteva sute de mașini în plin sezon. Tot conexiunea cu Danemarca este asigurată și de către liniile aeriene Atlantic Airways (în feroeză: Atlantsflog), care oferă până la patru zboruri zilnice către Copenhaga, Aalborg sau Billund, trei zboruri pe săptămână către Londra din mai până în toamnă, precum și două zboruri pe săptămână către Reykjavik, Islanda. Ocazional, sunt organizate zboruri și către Stavanger (Norvegia), Aberdeen, Belfast sau Dublin.

## Cultură
În realitate, fraza "Insulele Feroe" este un pleonasm, deoarece sufixele øerne și oyar înseamnă "insule" în daneză, respectiv feroeză. Insulele Feroe au o cultură oarecum proprie, dar are și elemente comune cu Norvegia, Islanda și Danemarca.
Limba feroeză, vorbită de feroezi, este foarte similară cu islandeza.

### Societatea Științifică Feroeză
Føroya Fróðskaparfelag, Societatea Științifică Feroeză a fost înființată în 1952 cu scopul de a promova cooperarea în toate domeniile învățării, colectarea literaturii științifice și publicarea rezultatelor cercetărilor asupra sau din Insulele Feroe. Un periodic anual, Fróðskaparrit, este publicat. Prin munca societății a fost înființată Universitatea Feroeză, Fróðskaparsetur Føroya.

### Mâncăruri tradiționale
Mâncarea tradițională feroeză se bazează în principal pe carne, sos brun și cartofi și, în general, se folosesc puține legume proaspete.  Carnea de oaie este baza a majorității felurilor de mâncare, una dintre gustările cele mai populare fiind skerpikjøt, carne de oaie fezandată, uscată de vânt. Adăpostul de uscare, hjallur, este o trăsătură comună în majoritatea caselor feroeze. Alte mâncăruri tradiționale sunt ræstkjøt (carne fezandată de oaie),  ræstur fiskur (pește fezandat), "havhestur" (specie de pescăruș). După sângerosul grindadráp (vânătoarea de balene), o specialitate este grind og spik, balenă și grăsime. Peștele proaspăt apare deseori în dieta locală, alături de păsările  de mare, precum papagalul artic și ouăle lor.

### Insulele Feroe în cultura populară
În romanul O mie nouă sute optzeci și patru de George Orwell, o fortăreață plutitoare este ancorată între Insulele Feroe și Islanda pe cca. 4 aprilie 1984.